# Christian Ulrich

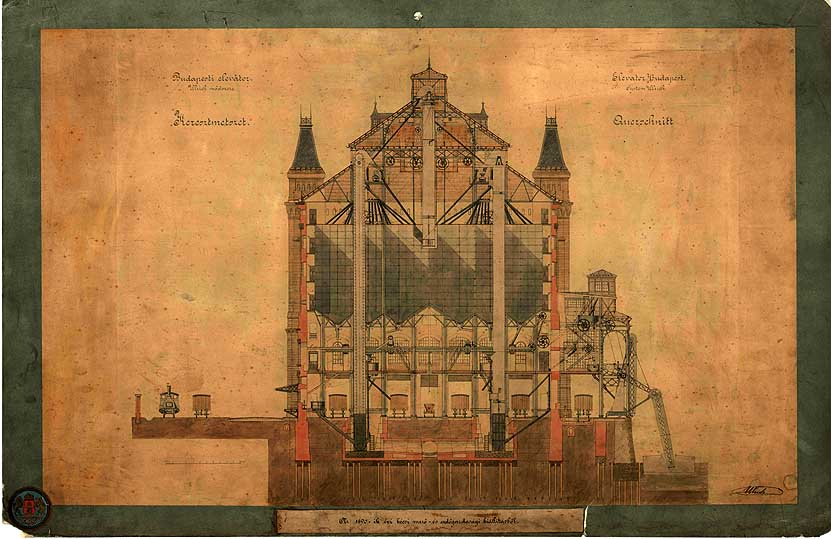
Sección de un elevador de granos en Budapest, 1880.

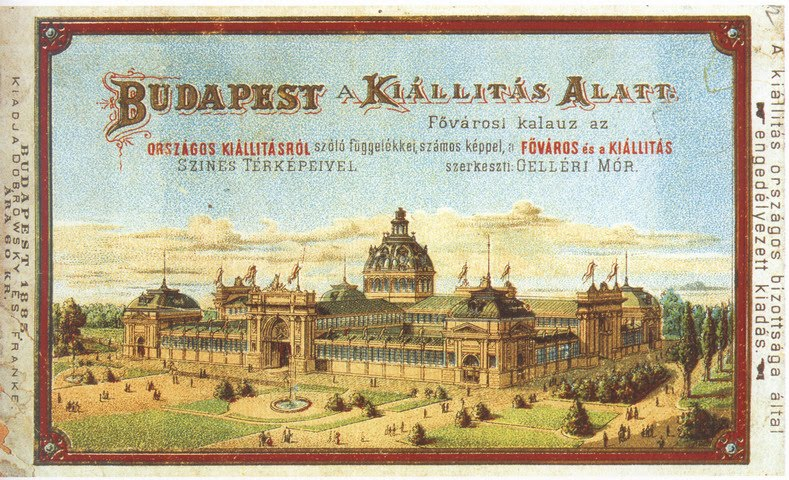
Fábrica en Budapest, 1885.

Christian Ulrich (Viena, 27 de abril de 1836 - ídem, 22 de enero de 1909) fue un arquitecto austrohúngaro
Ulrich ganó su reputación gracias al desarrollo del  elevador de granos en Budapest. En 1880, ganó un concurso por el diseño del elevador y en 1883 el edificio fue completado. Después de ese suceso se mudó a Budapest, donde diseñó la fábrica de Iparcsarnok en el parque de la ciudad, el cual  fue construido en 1885. Ambos edificios fueron demolidos después de la Segunda Guerra Mundial.
En 1879 Christian Ulrich diseñó una nueva fachada para el vestíbulo del Museo de Teyler en Haarlem, en los Países Bajos.